# 欣克琳·斯赫勒德
欣克琳·斯赫勒德（荷蘭語：Hinkelien Schreuder，1984年2月13日—），荷兰女子游泳运动员。她曾代表荷兰参加2008年和2012年夏季奥林匹克运动会游泳比赛，获得一枚金牌和一枚银牌。